# Bộ Cách (革)
Bộ Cách, bộ thứ 177 có nghĩa là "da thú" hoặc "thay đổi" là 1 trong 11 bộ có 9 nét trong số 214 bộ thủ Khang Hy.
Trong Từ điển Khang Hy có 305 chữ (trong số hơn 40.000) được tìm thấy chứa bộ này.

## Tự hình Bộ Cách (革)

Tiểu triện

## Chữ thuộc Bộ Cách (革)
| Số nét bổ sung | Chữ                                                      |
| -------------- | -------------------------------------------------------- |
| 0              | 革                                                       |
| 2              | 靪                                                       |
| 3              | 靫 靬 靭 靮 靯 靰 靱                                     |
| 4              | 靲 靳 靴 靵 靶 靷 靸 靹                                  |
| 5              | 靺 靻 靼 靽 靾 靿 鞀 鞁 鞂 鞃 鞄 鞅 鞆                   |
| 6              | 鞇 鞈 鞉 鞊 鞋 鞌 鞍 鞎 鞏 鞐 鞑 鞒                      |
| 7              | 鞓 鞔 鞕 鞖 鞗 鞘 鞙                                     |
| 8              | 鞚 鞛 鞜 鞝 鞞 鞟 鞠 鞡                                  |
| 9              | 鞢 鞣 鞤 鞥 鞦 鞧 鞨 鞩 鞪 鞫 鞬 鞭 鞮 鞯 鞰 鞱 鞲 鞳 鞴 |
| 10             | 鞵 鞶 鞷                                                 |
| 11             | 鞸 鞹 鞺 鞻                                              |
| 12             | 鞼 鞽 鞾 鞿                                              |
| 13             | 韀 韁 韂 韃                                              |
| 14             | 韄 韅                                                    |
| 15             | 韆 韇 韈                                                 |
| 17             | 韉                                                       |
| 21             | 韊                                                       |